# Hệ động thực vật hoang dã tại Madagascar

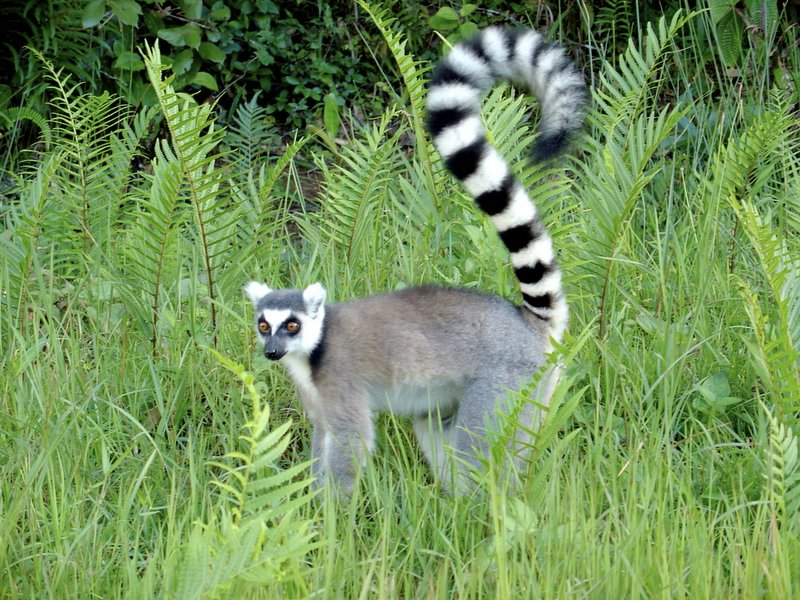
Vượn cáo đuôi vòng (Lemur catta), một trong các loài vượn cáo quen thuộc nhất trong rất nhiều loài vượn cáo của Madagascar.

Thành phần hệ động vật hoang dã của Madagascar đã cho ta thấy một thực tế rằng hòn đảo đã bị cô lập trong khoảng 88 triệu năm. Sự phân tách của siêu lục địa Gondwana trong thời kỳ cổ đại đã tách mảng Madagascar-Nam Cực-Ấn Độ ra khỏi mảng châu Phi-Nam Mỹ vào khoảng 135 triệu năm trước. Madagascar sau đó đã được tách ra khỏi Ấn Độ khoảng 88 triệu năm trước, cho phép thực vật và động vật trên đảo tiến hóa với sự tách biệt hoàn toàn với đất liền.
Do sự tách biệt lâu dài của hòn đảo này với các lục địa khác lân cận, Madagascar đã trở thanh nơi sinh sống của vô số loài động thực vật khác nhau mà không nơi nào khác có trên Trái đất. Khoảng 90% của tất cả các loài thực vật và động vật được tìm thấy ở Madagascar là loài đặc hữu, bao gồm cả vượn cáo (một loại linh trưởng mũi ướt), động vật ăn thịt fossa và nhiều loại chim. Hệ sinh thái đặc biệt này đã khiến cho một số nhà sinh thái học gọi Madagascar là "lục địa thứ tám", và hòn đảo này đã được Tổ chức Bảo tồn Quốc tế phân loại là một điểm nóng về đa dạng sinh học. Gần đây nhất vào năm 2021, "loài bò sát nhỏ nhất trên trái đất" cũng được tìm thấy ở Madagascar, được gọi là Brookesia nana, hay còn được gọi là tắc kè hoa nano.

## Hệ động vật

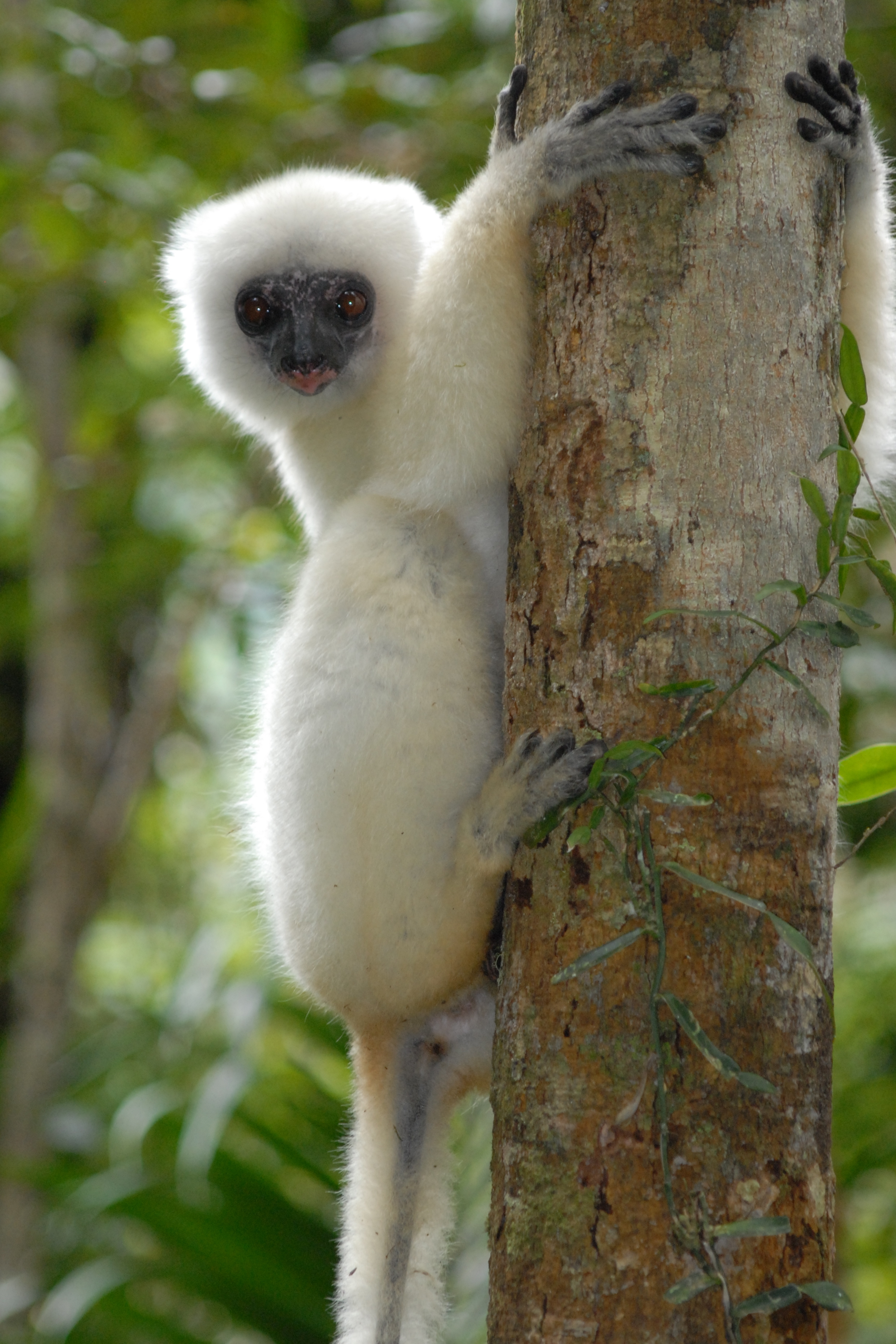
Silky sifaka là một trong số hơn 100 loài và đây là một phân loài của vượn cáo mà chỉ được tìm thấy ở Madagascar.

Sự tách biệt của Madagascar với các vùng đất khác trong suốt thời kỳ Đại Tân sinh đã dẫn đến sự tiến hóa của một lượng lớn các loài động vật đặc hữu và sự vắng mặt của nhiều loài sinh vật mà được tìm thấy trên các lục địa lân cận. Một số loài động vật của Madagascar dường như đang đại diện cho các dòng dõi sinh vật đã tồn tại kể từ sự tan rã của lục địa Gondwana, trong khi nhiều loài khác, bao gồm tất cả các loài động vật có vú bản địa không thân thuộc, là những hậu duệ của tổ tiên sống sót sau những chuyến đi vượt biển hoặc bơi lội hiếm hoi từ châu Phi (có thể được hỗ trợ bởi dòng chảy). Tính đến năm 2012, quốc gia này còn có hơn 200 loài động vật có vú, trong đó có hơn 100 loài vượn cáo, khoảng 300 loài chim, hơn 260 loài bò sát và ít nhất 266 loài lưỡng cư. Hòn đảo này cũng có hệ động vật không xương sống phong phú bao gồm giun đất, côn trùng, nhện và động vật thân mềm không sống dưới nước.
Loài Vượn cáo đã được Hội Bảo tồn Quốc tế coi là "loài động vật có vú hàng đầu của Madagascar". Khi không có sự tồn tại của khỉ và các đối thủ cạnh tranh khác, những loài linh trưởng này đã thích nghi với nhiều dạng môi trường sống khác nhau và đã đa dạng hóa trở thành nhiều loài. Tính đến năm 2012, đã chính thức phát hiện khoảng 103 loài và phân loài vượn cáo, 39 trong số đó được phát hiện bởi các nhà động vật học vào giữa năm 2000 và 2008. Tất cả chúng hầu như đều được xếp vào các loài quý hiếm, dễ bị tổn thương hoặc có nguy cơ bị tuyệt chủng. Kể từ khi con người đến Madagascar, ít nhất 17 loài vượn cáo đã bị tuyệt chủng; tất cả chúng đều lớn hơn các loài vượn cáo còn sót lại.
Một số loài động vật có vú khác, bao gồm cả loài giống như mèo cầy báo, là loài đặc hữu của Madagascar. Hơn 300 loài chim khác nhau đã được ghi nhận trên đảo, trong đó hơn 60 phần trăm (bao gồm bốn họ và 42 chi) của chúng là các loài đặc hữu. Một vài họ và chi bò sát đã đến Madagascar đa dạng hóa trở thành hơn 260 loài khác nhau, với hơn 90 phần trăm trong số này là loài đặc hữu (trong đó có một họ đặc hữu). Hòn đảo trên cũng là nơi sinh sống của 2/3 số loài tắc kè hoa trên thế giới, bao gồm cả loài nhỏ nhất được biết đến, và các nhà nghiên cứu đã cho rằng Madagascar rất có thể là nguồn gốc của tất cả các loài tắc kè hoa trên thế giới.
Các loài cá đặc hữu của Madagascar bao gồm có hai họ, 15 chi và hơn 100 loài, chủ yếu sinh sống ở các sông và hồ nước ngọt của hòn đảo. Mặc dù các loài động vật không xương sống vẫn chưa được nghiên cứu nhiều ở Madagascar, các nhà nghiên cứu đã phát hiện ra được một tỷ lệ đặc hữu cao trong số các loài đã biết. Tất cả 651 loài ốc trên cạn đều là loài đặc hữu, cũng như là phần lớn các loài bướm trên đảo, bọ hung, loài cánh gân, nhện và chuồn chuồn.

## Hệ thực vật

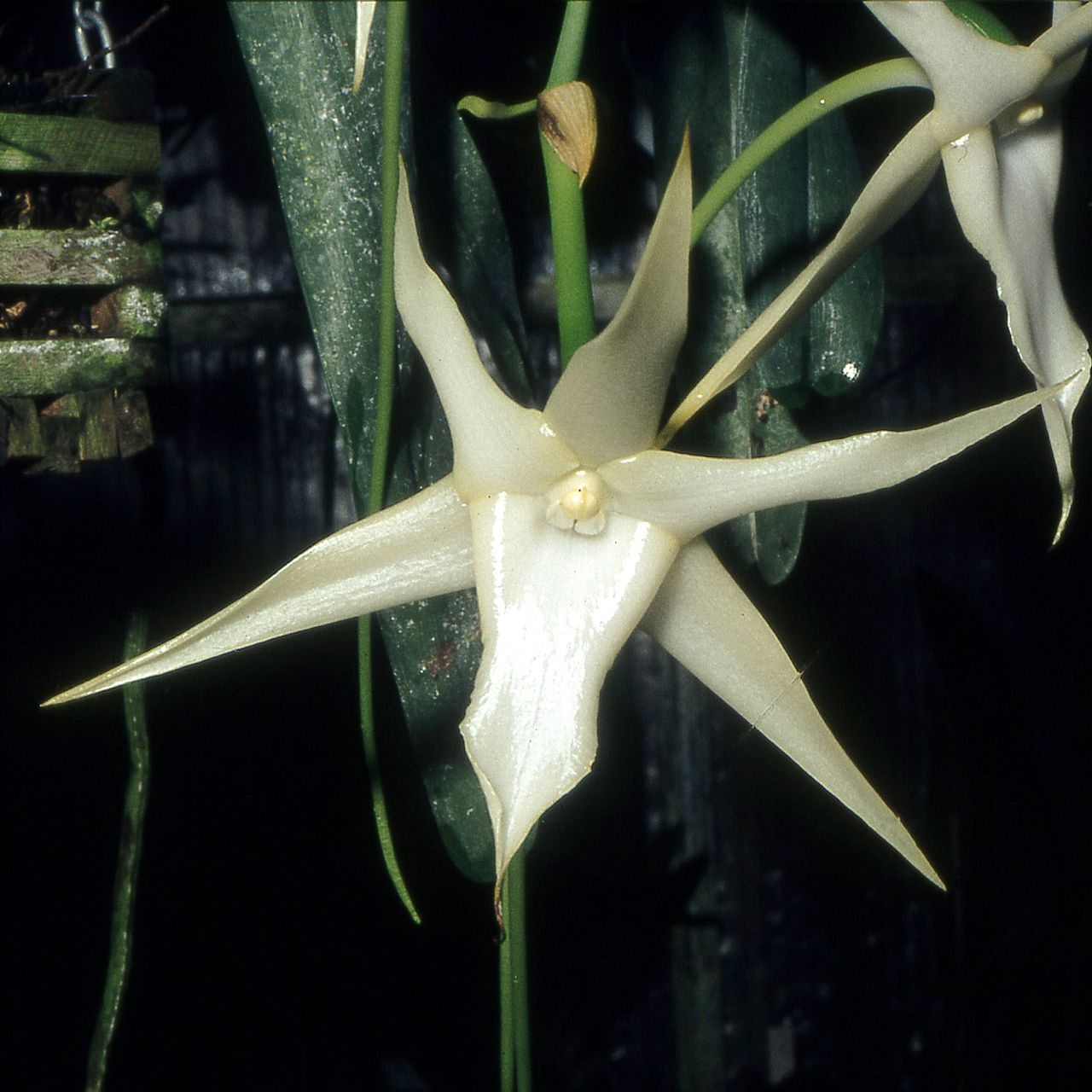
Loài phong lan sao chổi (Angraecum sesquipedale), với hoa có cựa rất dài và được thụ phấn bởi một loài bướm đêm với vòi có chiều dài tương ứng.

Hơn 80 phần trăm trong số 14.883 loài thực vật được biết đến của Madagascar không được tìm thấy ở nơi nào khác trên thế giới, bao gồm có năm họ thực vật. Có một số họ đặc hữu khác nhau bao gồm Asteropeiaceae, Sarcolaenaceae và Sphaerosepalaceae. Phần ẩm ướt phía đông của hòn đảo trước đây được bao phủ trong rừng nhiệt đới với nhiều loài dừa, dương xỉ và tre, mặc dù phần lớn khu rừng này đã bị suy thoái do hoạt động của con người. Ở phía tây có các khu vực rừng rụng lá khô với nhiều dây leo và me và cây bao báp chiếm ưu thế. Rừng cận nhiệt từng bao phủ phần lớn khu vực cao nguyên trung tâm nhưng đồng cỏ hiện nay lại là kiểu thảm thực vật chiếm ưu thế ở đó. Họ Didiereaceae, bao gồm 4 chi và 11 loài, chỉ xuất hiện trong các rừng gai ở phía tây nam Madagascar.
Khoảng bốn phần năm số loài Pachypodium trên thế giới là loài đặc hữu của hòn đảo này. Ba phần tư của hơn 860 loài lan được tìm thấy ở đất nước này, cũng như sáu trong tổng số tám loài bao báp trên thế giới. Hòn đảo là nơi sinh sống của khoảng 170 loài cọ dừa, nhiều gấp ba lần so với số loài cọ trên toàn bộ phần còn lại của lục địa Châu Phi; trong đó có 165 loài đặc hữu.
Nhiều loài thực vật bản địa đang được sử dụng để làm thuốc điều trị cho nhiều loại bệnh khác nhau. Thuốc vinblastine và vincristine, được sử dụng để điều trị bệnh Hodgkin, bệnh bạch cầu và các loại bệnh ung thư khác, có nguồn gốc từ dừa cạn Madagascar. Chuối rẻ quạt, được người dân địa phương gọi là ravinala và sống đặc hữu ở các khu rừng mưa nhiệt đới phía đông, là loài cây biểu tượng của Madagascar và được in trên quốc huy cũng như trên logo của Air Madagascar.

## Vấn đề môi trường
Hệ động vật và thực vật đa dạng của Madagascar đang bị đe dọa bởi các hoạt động của con người. Từ khi có sự xuất hiện của con người vào khoảng 2.350 năm trước, Madagascar đã mất hơn 90 phần trăm diện tích rừng nguyên sinh của mình.
Sự phá rừng này được xảy ra chủ yếu bởi tavy ("béo"), một phương thức nông nghiệp đốt rừng làm nương rẫy truyền thống được du nhập bởi những người di cư đầu tiên đến Madagascar. Nông dân Malagasy đã chấp nhận và duy trì những hoạt động này không chỉ vì lợi ích thiết thực của nó như là một kỹ thuật trong nông nghiệp, mà còn vì những liên hệ của nó với sự thịnh vượng, sức khỏe và phong tục tổ tiên được tôn kính trong văn hóa của người dân Madagascar (fomba malagasy).
Khi mật độ dân số con người của đảo tăng lên, nạn phá rừng đã bắt đầu tăng mạnh từ khoảng 1400 năm trước. Cho đến thế kỷ XVI, hầu hết rừng nguyên sinh của vùng cao nguyên trung tâm của hòn đảo này đã bị tàn phá. Gần đây, đã có thêm những nguyên nhân dẫn đến sự suy giảm của tỷ lệ che phủ rừng bao gồm sự tăng trưởng quy mô của đàn gia súc kể từ khi chúng xuất hiện cách đây khoảng 1000 năm, việc tiếp tục phụ thuộc vào củi than để nấu ăn và sự phổ biến của cà phê như một cây trồng để kiếm tiền trong thế kỷ qua. Theo một ước tính thận trọng, khoảng 40 phần trăm diện tích của rừng nguyên sinh của hòn đảo đã bị tàn phá trong khoảng thời gian từ năm 1950 đến năm 2000, với khoảng 80 phần trăm diện tích rừng còn lại bị thưa dần.
Ngoài các hoạt động nông nghiệp truyền thống, việc bảo tồn động vật hoang dã còn gặp thêm những thách thức bởi nạn khai thác bất hợp pháp các khu rừng phòng hộ, cũng như việc khai thác gỗ quý trong các vườn quốc gia bị nhà nước phạt. Mặc dù bị cấm bởi Tổng thống lúc bấy giờ Marc Ravalomanana từ năm 2000 đến năm 2009, việc thu thập một lượng nhỏ gỗ quý từ các công viên quốc gia đã được cấp phép lại vào tháng 1 năm 2009 và đã được tăng cường đáng kể dưới sự quản lý của nguyên thủ quốc gia hiện tại Andry Rajoelina như một nguồn thu chính của nhà nước để bù đắp việc cắt giảm về nguồn tài trợ sau khi tổng thống Ravalomanana bị lật đổ. Người ta dự báo rằng tất cả các khu rừng nhiệt đới trên đảo, trừ những khu rừng trong khu bảo tồn thiên nhiên và những sườn núi dốc nhất ở phía đông, đều sẽ bị tàn phá vào năm 2025.
Sự tàn phá môi trường sống và nạn săn bắn đã đe dọa rất nhiều loài đặc hữu của Madagascar và đã đưa chúng vào bờ vực tuyệt chủng. Loài chim voi của hòn đảo, một họ chim chạy khổng lồ đặc hữu, đã tuyệt chủng vào khoảng thế kỷ 17 hoặc sớm hơn, với nguyên nhân chủ yếu là do con người săn bắt chim trưởng thành và săn trộm quả trứng lớn của chúng để làm thức ăn. Nhiều loài vượn cáo khổng lồ đã biến mất với sự xuất hiện của con người trên đảo, trong khi những loài khác bị tuyệt chủng trong suốt nhiều thế kỷ qua do dân số con người ngày càng tăng, gây áp lực lớn lên môi trường sống của vượn cáo và, trong số một số quần thể, đã có sự gia tăng tỷ lệ săn bắn vượn cáo để làm thức ăn.
Một đánh giá được thực hiện vào tháng 7 năm 2012 cho thấy việc khai thác tài nguyên thiên nhiên kể từ sau cuộc đảo chính năm 2009 đã gây ra những hậu quả rất nghiêm trọng đối với động vật hoang dã trên đảo: khoảng 90 phần trăm số loài vượn cáo bị đe dọa tuyệt chủng, một tỷ lệ cao nhất so với bất kỳ nhóm động vật có vú nào. Trong số này, có 23 loài được xếp vào loại cực kỳ nguy cấp. Ngược lại, một nghiên cứu trước đây vào năm 2008 cho thấy chỉ 38 phần trăm loài vượn cáo là có nguy cơ tuyệt chủng.

### Bảo tồn

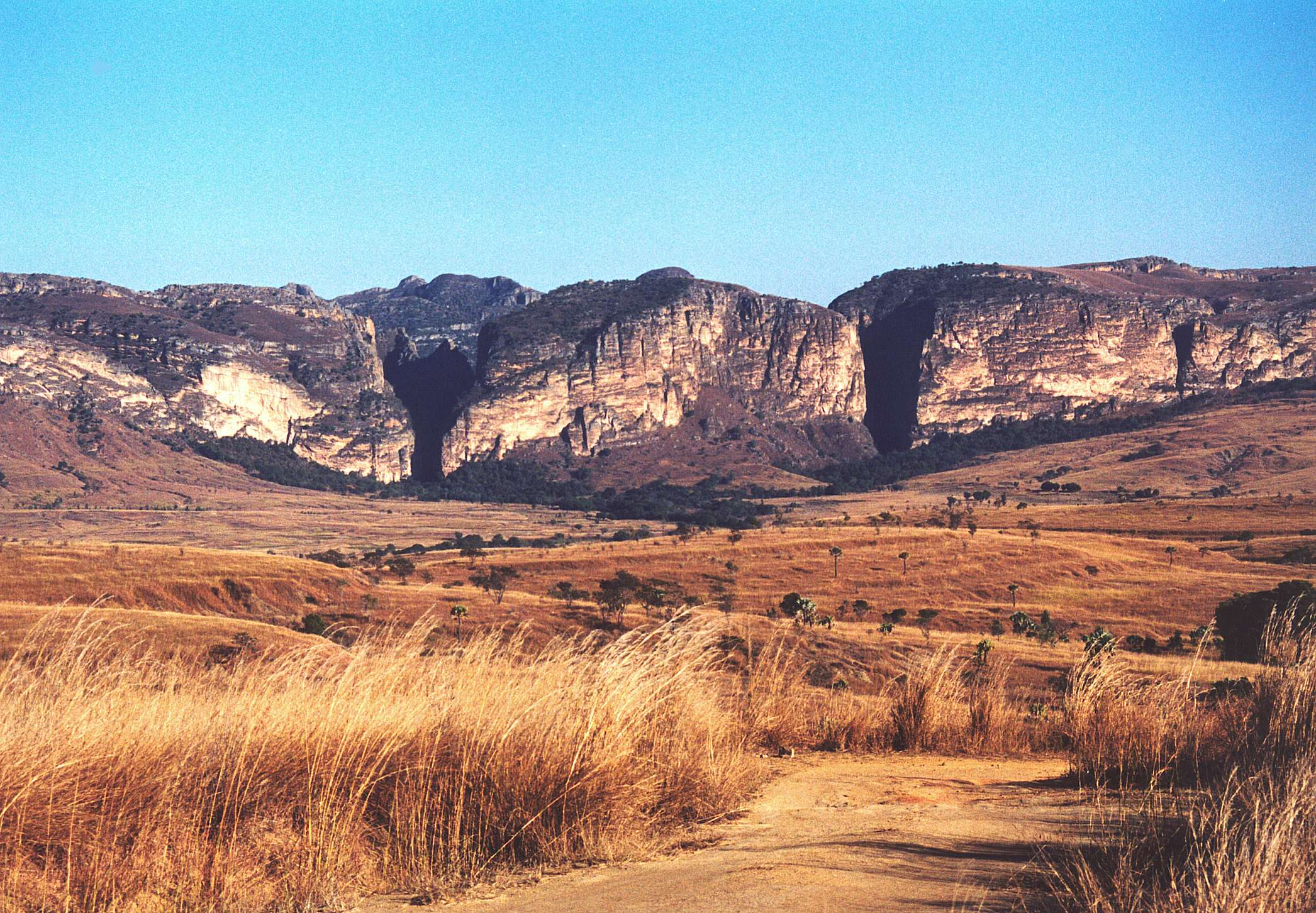
Vườn quốc gia Isalo.

Vào năm 2003, Ravalomanana đã công bố dự án Tầm nhìn Durban, một sáng kiến nhằm tăng diện tích các khu vực được bảo tồn của hòn đảo lên gấp ba lần, lên khoảng 60.000 km2 (23.000 dặm vuông Anh) hay 10% diện tích hòn đảo này. Tính đến năm 2011, các khu vực được nhà nước bảo vệ bao gồm 5 khu bảo tồn Thiên nhiên Nghiêm ngặt (Réserves Naturelles Intégrales), 21 khu bảo tồn Động vật (Réserves Spéciales) và 21 vườn quốc gia (Parcs Nationaux). Vào năm 2007 sáu trong số các vườn quốc gia đã được bình chọn là di sản thiên nhiên thế giới dưới cùng một cái tên là Rừng rậm của Atsinanana. Những vườn quốc gia trên là Marojejy, Masoala, Ranomafana, Zahamena, Andohahela and Andringitra.
Hiện nay, các nhà buôn gỗ địa phương đang khai thác những loài cây gỗ trắc đang khan hiếm từ những khu rừng nhiệt đới được bảo tồn trong Vườn quốc gia Marojejy và xuất khẩu chúng sang Trung Quốc để sản xuất đồ nội thất sang trọng và các loại nhạc cụ. Để nâng cao nhận thức của cộng đồng về những thách thức về môi trường của Madagascar, Hiệp hội bảo tồn Động vật hoang dã đã mở một cuộc triển lãm mang tên "Madagascar!" vào tháng 6 năm 2008 tại sở thú Bronx ở New York.
Có nhiều hệ thống các trung tâm bảo tồn dành riêng cho việc bảo tồn động vật hoang dã ở Madagascar. Mạng lưới Bảo tồn Vượn cáo làm việc với hơn 100 tổ chức để huy động quỹ và phân tán chúng nhằm thúc đẩy việc bảo tồn và nghiên cứu về vượn cáo. Họ cũng có sẵn hướng dẫn tài trợ để quyên góp cho đội bảo tồn và đã tạo một blog để thu hút công chúng và lan tỏa nhận thức cộng đồng. Các tổ chức này do Lucía Rodríguez Valverde và Seheno Corduant-Andriantsaralaza đứng đầu.
Trên khắp hòn đảo, Madagaskara Voakajy với mục đích bảo tồn nhiều loài có nguy cơ tuyệt chủng mà thường được cư dân Madagascar dùng làm thịt. Tổ chức này, do Julie Hanta Razafimanahaka chỉ đạo, tập trung vào giáo dục cộng đồng để cho phép người dân địa phương hiểu được các mối đe dọa của việc tiêu thụ thịt bụi, không chỉ từ quan điểm bảo tồn mà còn từ quan điểm về sức khỏe con người. Họ cũng đào tạo những người Malagasy trẻ để trở thành những nhà sinh vật học và những nhà bảo tồn trong tương lai.

### Nghiên cứu khoa học
Các nghiên cứu khoa học hiện tại về Madagascar và các đảo ở phía tây Ấn Độ Dương được công bố trên tạp chí mở Madagascar Bảo tồn & Phát triển Madagascar, một sáng kiến của Vườn Bách thảo Missouri, Chương trình Nghiên cứu và Bảo tồn Madagascar và Viện và Bảo tàng Nhân học tại Đại học Zurich. Mạng lưới Bảo tồn Vượn cáo cũng cung cấp thêm kinh phí cho nhiều chương trình nghiên cứu về vượn cáo. Madagasikara Voakajy cũng tham gia nghiên cứu và xuất bản để đưa việc bảo tồn vào trong công việc nghiên cứu.

## Tư liệu thêm
- Bradt, Hilary (2011). Madagascar, 10th Ed.: The Bradt Travel Guide. London: Bradt Travel Guides. ISBN 978-1-84162-341-2.
- Davies, S.J.J.F. (2003). Hutchins, Michael (biên tập). Grzimek's Animal Life Encyclopedia. Quyển 8 (ấn bản thứ 2). Farmington Hills, MI: Gale Group. ISBN 0-7876-5784-0.
- Ellis, William (1859). Three visits to Madagascar during ... 1853-1854-1856. London: Oxford University.
- Emoff, Ron (2004). "Spitting into the wind: Multi-edged environmentalism in Malagasy song". Trong Dawe, Kevin (biên tập). Island Musics. New York: Berg. ISBN 978-1-85973-703-3.
- Hillstrom, Kevin; Collier Hillstrom, Laurie (2003). Africa and the Middle East: a continental overview of environmental issues. Santa Barbara, CA: ABC-CLIO. ISBN 978-1-57607-688-0.
- Hobbes, Joseph; Dolan, Andrew (2008). World Regional Geography. Belmont, CA: Cengage Learning. ISBN 978-0-495-38950-7.
- Kull, Christian (2004). Isle of Fire: The Political Ecology of Landscape Burning in Madagascar, Issue 246. Chicago: University of Chicago Press. doi:10.1086/431115. ISBN 9780226461410.